# Petra Kovačević
Petra Kovačević (Rijeka, 4. kolovoza 1994.) hrvatska je pjevačica.

### Početak solo karijere
Početkom 2013. godine sklopila je suradnju s hrvatskim skladateljom Branimirom Mihaljevićem, s kojim je realizirala svoj prvi singl "Ajmo plesat" ft. Tržan.

### Od uspjeha do povlačenja
Godine 2013. nakon prvog uspješnog singla "Ajmo plesat" snimila je drugi singl "Kad se obogatim" koji ima preko 947.415 prikaza na Youtubeu.
Krajem 2014. snima i njen najpopularniji singl "Buka, Galama", a u ljeto 2015. i "Nije katastrofa". 
Na ljeto 2016. snima pjesmu "Limunada" sa poznatim srpskim reperom Djomla KS. 
Pred kraj 2016. godine najavila je novu pjesmu "Luda u genu", te se očekuje prvi album.
Međutim, nakon 2016. godine se povlači iz glazbe te do danas nije izdala novu pjesmu, a spekulacije o prvom albumu polako su nestale.

### Singlovi
| Godina | Pjesma                 | Festival                 |
| ------ | ---------------------- | ------------------------ |
| 2013.  | Ajmo plesat ft.Tržan   | Pjesma nije na festivalu |
| 2014.  | Kad se obogatim        | Pjesma nije na festivalu |
| 2014.  | Neka uče od nas        | Sunčane skale            |
| 2015.  | Nije katastrofa        | CMC Festival 2015        |
| 2015.  | Buka galama            | Pjesma nije na festivalu |
| 2016.  | Casanova               | Pjesma nije na festivalu |
| 2016.  | Limunada ft. Djomla KS | Pjesma nije na festivalu |